# Honda N360
Honda N360 är en småbil som tillverkades av den japanska biltillverkaren Honda mellan 1967 och 1972. För export tillverkades Honda N400/N600 med större motorer.

## Honda N
Honda N360 var den första moderna japanska småbilen, uppbyggd med tvärställd motor och framhjulsdrift för att maximera bilens innerutrymmen. Den hade en tvåcylindrig luftkyld radmotor hämtad från motorcykeln CB450. På hemmamarknaden anpassades cylindervolymen efter det japanska keijidōsha-reglementet för småbilar men för export fanns även större motorvarianter.

## Motor
| Modell | Motor               | Cylindervolym | Effekt | Bränslesystem   |
| ------ | ------------------- | ------------- | ------ | --------------- |
| N360   | 2-cyl radmotor SOHC | 354 cm³       | 27 hk  | Enkel förgasare |
| N400   | 2-cyl radmotor SOHC | 402 cm³       | 31 hk  | Enkel förgasare |
| N600   | 2-cyl radmotor SOHC | 598 cm³       | 45 hk  | Enkel förgasare |